# Planeta imaginario
Planeta imaginario (El planeta imaginario en la cartelera de prensa y algunas otras fuentes, Planeta imaginari, en sus dos primeras temporadas en catalán) es un programa televisivo español que empezó a emitirse por primera vez los sábados por la mañana en 1983, en Cataluña (circuito catalán de la Segunda Cadena de TVE), para emitirse además desde marzo de 1984 por la Primera Cadena de Televisión Española, al principio los jueves y viernes por la tarde, y luego los lunes por la tarde, canal donde permaneció hasta el año 1986. Un programa creado y dirigido por el escritor Miquel Obiols, realizado por Amparo Solís (1984-1986) y Ángel Alonso hasta 1985, y continuado posteriormente por los miembros de su equipo.

## Formato
El programa tenía un fuerte componente literario. Durante sus cuatro temporadas (primero en catalán y posteriormente en español), trataron temas como La metamorfosis y autores como los hermanos Grimm, Hans Christian Andersen, Julio Verne, Lewis Carroll, Gianni Rodari o Roald Dahl. También abordó el mundo pictórico, acercando al público infantil y juvenil a artistas como Pablo Picasso, Joan Miró o René Magritte, a cuya obra dedicaron dos programas.
La protagonista/presentadora del programa era Flip, una chica de unos 16 años que vivía sola en el Planeta Imaginario, acompañada de Muc, su amigo invisible y eventualmente Maletín, un chico de su misma edad. Dormía en una cama de metacrilato transparente, la cabecera de la cual cambiaba en cada programa, al igual que la superficie de su planeta, que era completamente blanco, con unos volúmenes cúbicos también cambiantes en cada episodio, que simbolizaban el relieve.
El programa lo animaban las fantásticas visitas que recibía Flip en el planeta, como personajes de cuentos, malabaristas, títeres, contadores de historias, músicos, mimos, etc.
La música de la cabecera del programa era Arabesque n.º 1 de Debussy, interpretada por el japonés Isao Tomita.

## Reparto
- Teresa Soler (Flip)
- Josep María Gimeno (Maletín)
- Manuel Barceló (profesor Otto Lidenbrok)
- Vol Ras (clowns)
- Santi Arisa (astronautas)
- Marta Angelat (voz de Luna)
- Guillem Cifré (cómic)
- Llorenç Miquel (Luna de Méliès)
- Georges Méliès (director de «Voyage a la Lune» - secuencias ofrecidas)
- Laura Rispa y Toni Barberán: La Fira Creatures  (marionetas de hilos y cuentos con varias técnicas)

## Equipo
- Idea - Ángel Alonso Tomás
- Dirección - Ángel Alonso Tomás y posteriormente Miquel Obiols
- Realización - Ángel Alonso Tomás, Conxa Fernández posteriormente Amparo Solís y Miguel Mellado
- Ayudante de realización - María Miró
- Guion  - Miquel Obiols y José María Vidal
- Decoración - Luis Gracia y Mariano Estruch Bolaño
- Ambientación - Rosa M. Oliva
- Iluminación - J. M. Vilar Penarroya
- Caracterización - Josefina Derch
- Vestuario - Pau Gago
- Montaje musical - Xavier Maristany
- Coordinación - Pep Duran
- Producción - Fernando G. Tejedor
- Ayudante de producción - Ángel Villoria